# Emporte-pièce

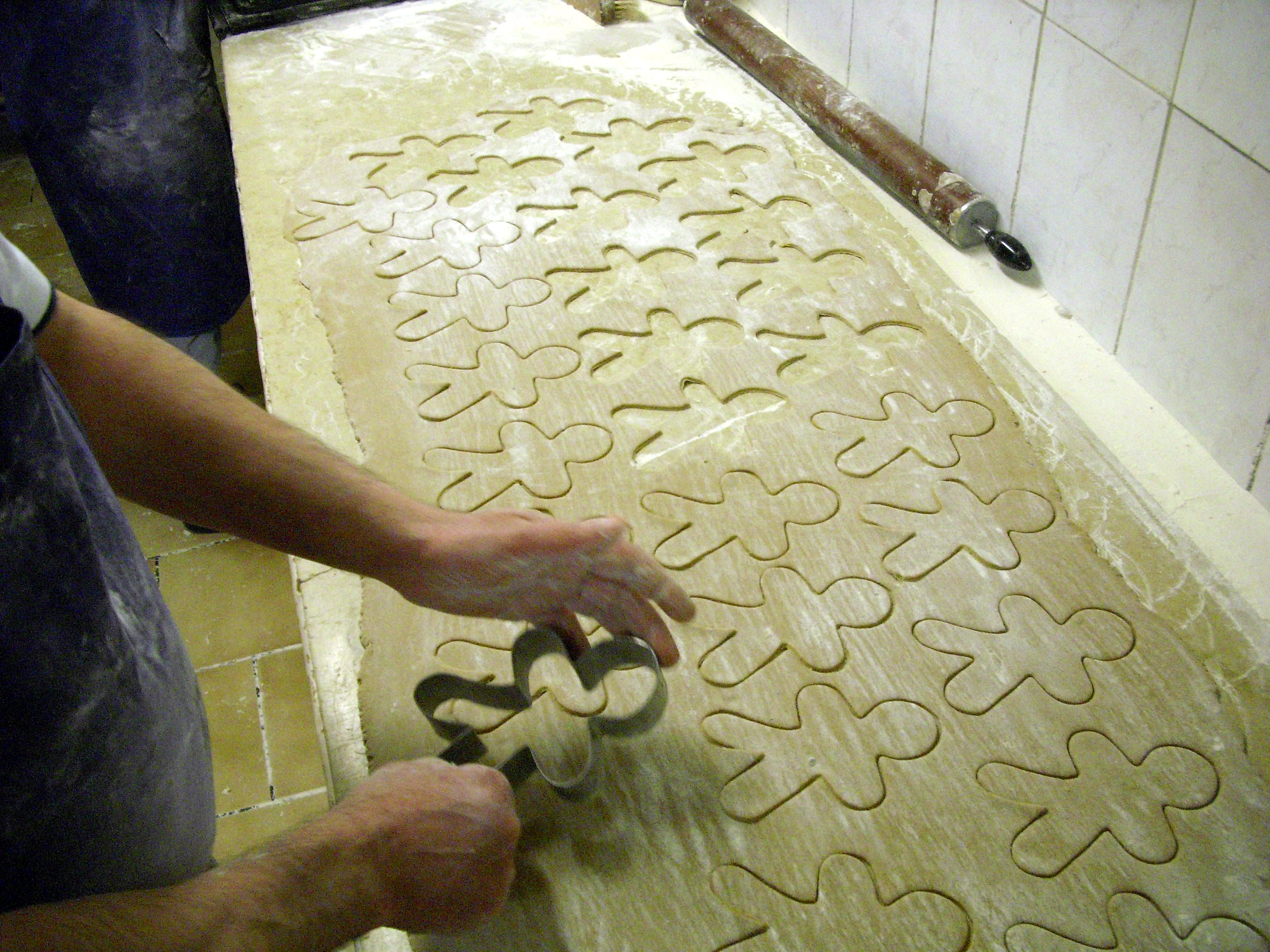
Utilisation en pâtisserie.

Un emporte-pièce est un outil mécanique à frapper ou à serrer utilisé pour découper une forme, pas nécessairement ronde, dans des matières souples ou peu rigides (plastique, liège, cuir, carton, tôle d'acier mince, etc.).
Il est constitué d'une lame d'acier tranchante mise en forme par cintrage ou usinage.
Il peut se présenter sous la forme d'un manche possédant une cloche (aussi nommée « empreinte » ou « forme », qui peut être une étoile, un carré, une forme oblongue, une lettre, etc.) qui permet la découpe de la matière par exemple en frappant à l'aide d'un marteau, ou en l'emprisonnant entre deux coquilles (une partie mâle et l'autre femelle) que l'on serre l'une dans l'autre, la matrice et la mâchoire, montées sur une vis munie d'écrous (nécessite au préalable un perçage), et qui, par cisaillement lors du serrage, découpe une forme correspondant à l'empreinte.

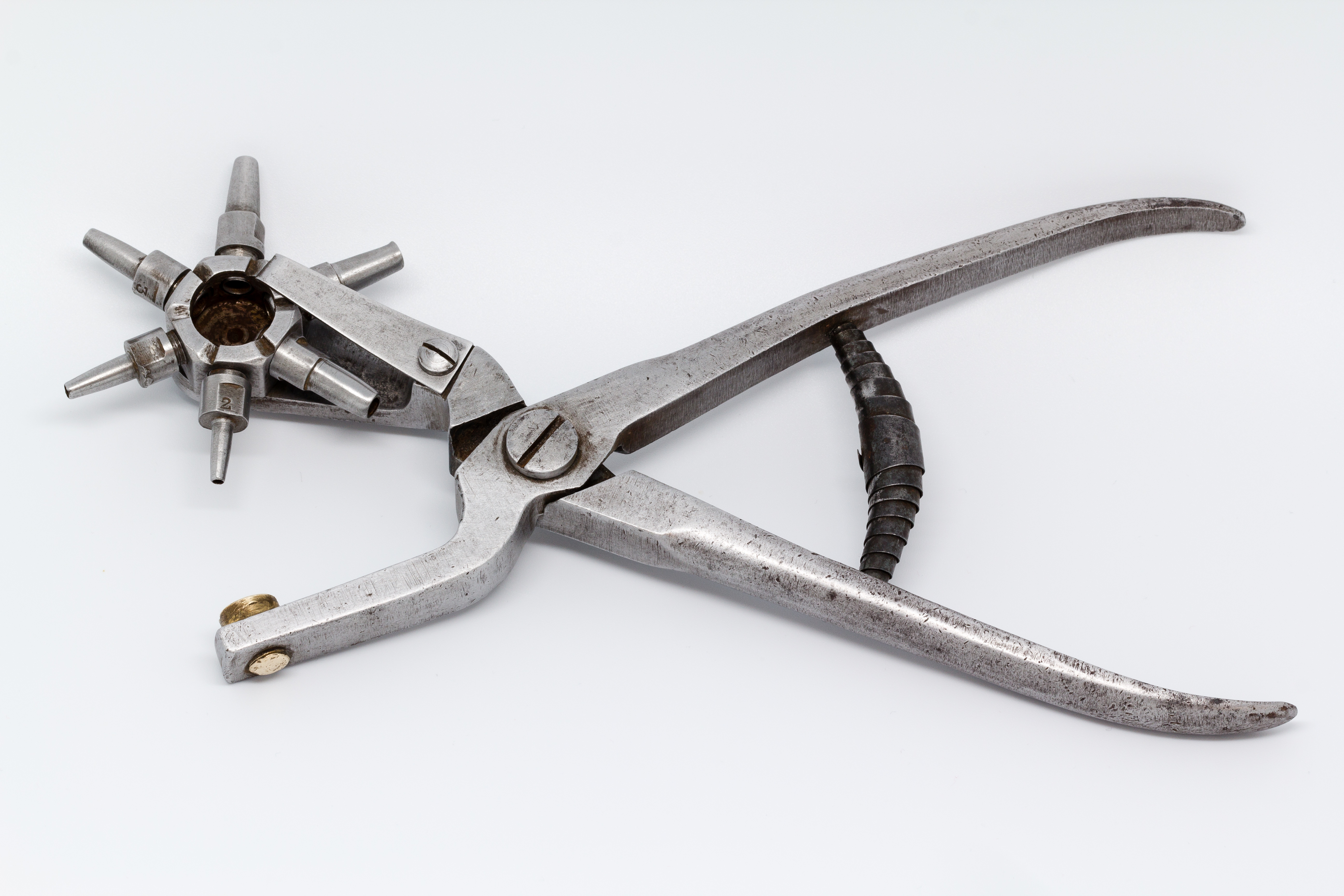
Pince emporte-pièce à embouts multiples de bourrellier.

Dans l'industrie, les emporte-pièces sont très largement utilisés dans :
- le travail du cuir : chaussure, maroquinerie ;
- le secteur de l'emballage : cartons d'emballage, coque thermoformée, …
- la mécanique : les applications en mécanique sont par exemple la fabrication de joints d’étanchéité ou de presse-étoupes ;
- Ainsi que tous les secteurs utilisant des pièces découpées dans des matières souples.

Il existe trois grandes catégories d'emporte-pièce :
- les outils du type mécano-soudé  ;
- les outils appelés forme de découpe ;
- les outils fabriqués en acier trempés.

Principales caractéristiques des outils ci-dessus :
- outils mécano-soudés : ils sont fabriqués à partir de lames d'acier « préaffutées » mis en forme (de manière manuelle ou automatique) ; ils sont ensuite rigidifiés par un entretoisage métallique ; ces emporte-pièces sont très utilisés dans l'industrie du cuir ;
- les formes de découpe : lames d'acier également préaffutées  encastrées dans un support en contreplaqué, découpé soit manuellement soit au moyen d'un découpeur laser ; utilisation principale : industrie de l'emballage ;
- les outils en acier trempé : ils sont obtenus soit par une opération de forgeage (ex : outils pour découpage de semelles de chaussures), soit par usinage dans la masse ; les outils acier trempé usinés ont pour principales caractéristiques d'être très précis, et surtout très tenaces ; en outre, ils se prêtent parfaitement au découpage sur presses automatiques à hautes cadences.

## Nota
Les emporte-pièces ci-dessus, nécessitent tous l'emploi de presses à découper (pneumatiques, hydrauliques ou mécaniques).